# Helina caerulea
Helina caerulea este o specie de muște din genul Helina, familia Muscidae. A fost descrisă pentru prima dată de John Otterbein Snyder în anul 1949.
Este endemică în Venezuela. Conform Catalogue of Life specia Helina caerulea nu are subspecii cunoscute.